# شريف فوزي
شريف فوزي (2 يونيو 1990 دمياط مصر - ) هو لاعب كرة قدم مصري يلعب كحارس مرمى.